# Gäddnatebock
Gäddnatebock (Donacia versicolorea) är en skalbaggsart som först beskrevs av Nikolaus Joseph Brahm 1790. Den ingår i släktet rörbockar och familjen bladbaggar. Arten är reproducerande i Sverige.

## Beskrivning
Gäddnatebocken är en avlång, men förhållandevis kraftigt byggd skalbagge. Mellankroppen är dock smal, men täckvingarna är platta och breda framtill, bakåt avsmalnande. Kroppen är vanligen mörkt metalliskt färgad i grönviolett eller kopparbrunt. Nästan svarta  Täckvingarna är försedda med punkter, som är starkare metallglänsande än omgivningen, vilket också är fallet för sidornas kanter. Benen och antennerna har rödbruna markeringar. Honan och hanen kan särskiljas på att de förlängda och förtjockade baklåren har en tand hos honan, två tänder hos hanen. Kroppslängden varierar mellan 6 och 9 mm. En förväxlingsart är näckrosbock (Donacia crassipes), men den senares täckvingar är större.

## Utbredning
Arten är vanlig i Nord- och Mellaneuropa där de nordligaste förekomsterna finns i Skandinavien och Baltikum, de västligaste på Brittiska öarna och de sydligaste i södra Frankrike, norra Italien och Kroatien. Den är emellertid mycket sällsynt i östra Palearktis; arten upptäcktes först 1992 i Primorje kraj och 1997 på Kamtjatka. 
I Sverige förekommer den i hela landet utom i fjälltrakterna och längst i norr. I Finland betecknas den som väletablerad, och har observerats i de södra delarna av landet. Nordligaste observationen i väster är i Ilmola i Södra Österbotten, och i öster i Ruokolax i Södra Karelen. Den är inte rödlistad i något av länderna, utan klassificerad som livskraftig (LC) i båda.

## Ekologi
Habitatet utgörs av lugna åar och älvpartier, sjöar samt dammar. Gäddnatebocken föredrar vatten som inte är alltför näringsrika. Den kan också uppträda på fuktiga kusthedar och andra våtmarker.
De vuxna skalbaggarna är tämligen tröga djur, som hellre går än flyger. Blir de störda, gömmer de sig gärna på undersidan av blad och dylikt. De uppehåller sig främst på natebladen, som de också lever av. Innan natets flytblad kommit fram, uppehåller sig skalbaggarna i strandvegetationen.  De visar sig under hela sommaren, men främst under juli till augusti.
Larverna utvecklas under vattenytan på olika sorters natar, speciellt gäddnate och bäcknate.

## Bildgalleri

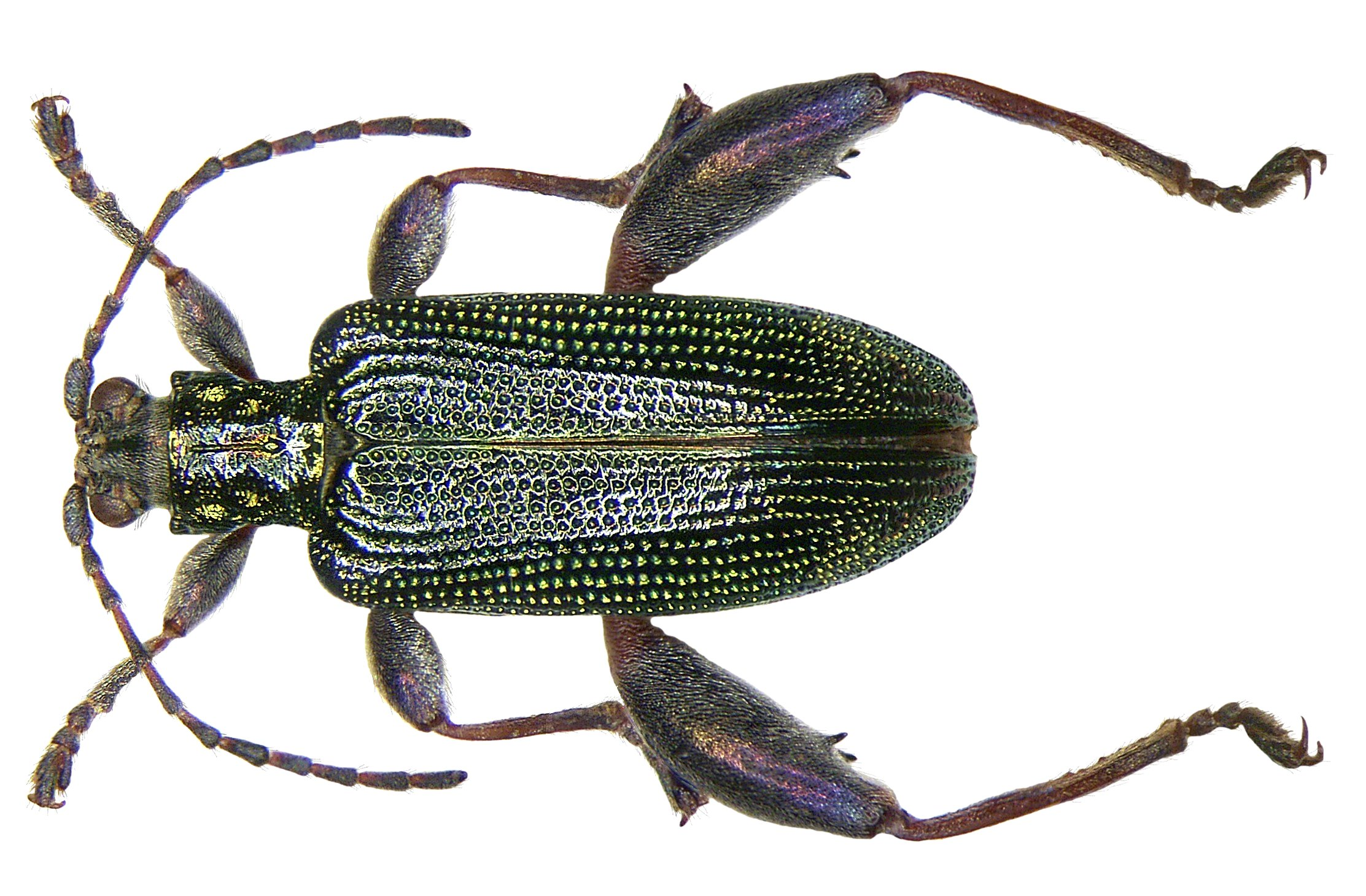
Gäddnatebock, hane.
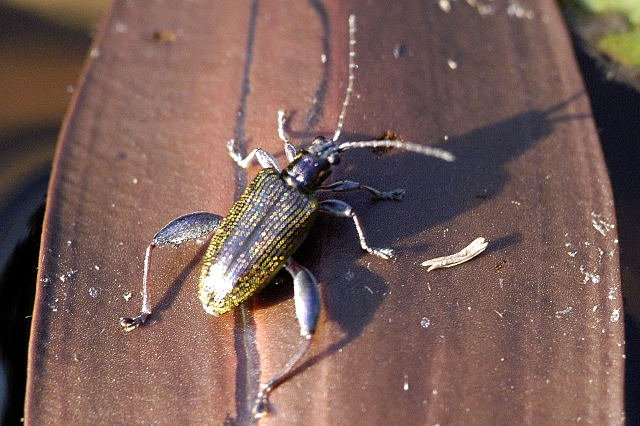